# Bitoungou
Bitoungou est une commune rurale située dans le département de Zoungou de la province du Ganzourgou dans la région Plateau-Central au Burkina Faso.

## Santé et éducation
Le centre de soins le plus proche de Bitoungou est le centre de santé et de promotion sociale (CSPS) de Zoungou, tandis que le centre médical avec antenne chirurgicale (CMA) se trouve à Zorgho.